# Organiste à ventre brun
Chlorophonia pyrrhophrys
Espèce
Statut de conservation UICN

 LC  : Préoccupation mineure
L'Organiste à ventre brun (Chlorophonia pyrrhophrys) est une espèce d'oiseau de la famille des Fringillidae.

## Systématique
Le nom scientifique complet (avec auteur) de ce taxon est Chlorophonia pyrrhophrys (P.L.Sclater, 1851).
Ce taxon porte en français le nom vernaculaire ou normalisé suivant : Organiste à ventre brun.